# Казанцев, Иван Алексеевич
Иван Алексеевич Казанцев (1770—1818) — русский капитан-командор.

## Биография
Родился в 1770 году в дворянской семье Вологодской губернии. В 1783 году поступил в Морской кадетский корпус, который окончил 1 мая 1787 года с производством в чин гардемарина.
На 100-пушечном корабле «Ростислав» участвовал в русско-шведской войне 1788—1790 годов и за отличие в Гогландском и Эландском сражениях был произведен 11 августа 1789 года в чин мичмана.
В конце 1789 года переведен на Черноморский флот и назначен командовать дубель-шлюпкой № 6 на Дунайской флотилии. В 1790 году в должности флаг-офицера при командующем Черноморской гребной флотилии генерал-майоре И. М. де Рибасе участвовал при бомбардировках с Дуная крепостей Исакча, Тульча и Браилов и в боях с турецкими гребными судами, в блокаде и бомбардировках Измаила. За «отменную храбрость» был награждён золотым крестом с надписью «Измаил взят дек. 11 1790» и 1 января 1791 года был произведен в чин лейтенанта.
После окончания военных действий продолжал служить на Черном море и в 1794—1797 годах состоял членом комиссии по заготовке материалов для Черноморского флота.
В 1798 году был в чине капитан-лейтенанта переведен на Балтийский флот и назначен командиром 44-пушечного фрегата «Константин», командуя которым, в 1799 году совершил переход в Англию и участвовал в Голландской экспедиции, находился при бомбардировке укреплений на острове Тексель и высадке десанта, захвате голландских кораблей в заливе Зейдерзее. Награждён орденом Св. Иоанна Иерусалимского.
В 1801 году возвратился в Россию и командовал отрядом канонерских лодок в Финском заливе.
Во время русско-шведской войны, командуя шлюпом «Пирам», плавал в шхерах у берегов Финляндии и участвовал в бомбардировке шведских укреплений у Або и при высадке десанта, за что 28 мая 1808 года был произведен в чин капитана второго ранга.
Затем был отправлен в Архангельск, где руководил постройкой канонерских лодок для Балтийской гребной флотилии. 1 марта 1810 года был произведен в чин капитана первого ранга и назначен командиром 74-пушечного корабля «Эмгейтен» Балтийского флота.
Во время Отечественной войны 1812 года, командуя отрядом канонерских лодок участвовал в обороне Риги, освобождении Виндавы и Либавы, за что был награждён орденом Св. Владимира III степени. В 1813 году участвовал в блокаде Данцига и бомбардировках укреплений на острове Вексельмюнде. В 1814 году находился при взятии Любека, за что 30 августа того же года был произведен в чин капитан-командора и награждён золотой шпагой с алмазами.
В 1815 году, командуя кораблем «Принц Густав», плавал в Великобританию и находился при блокаде французских берегов во время «Ста дней», а затем вернулся на родину.
В 1817 году командовал бригадой 3-й флотской дивизии, а в следующем году был назначен командиром Выборгского порта. Скончался в Выборге 27 марта 1818 года.